# Barthélemy Adoukonou
Barthélemy Adoukonou (ur. 24 sierpnia 1942 w Abomey) – pochodzący z Beninu duchowny katolicki, biskup, sekretarz Papieskiej Rady ds. Kultury w latach 2009-2017.

## Życiorys

### Prezbiterat
Po ukończeniu seminarium duchownego, 16 grudnia 1966 otrzymał święcenia kapłańskie z rąk kardynała Grégoire-Pierre XV Agagianiana. Był m.in. rektorem niższego seminarium w Abomey, przełożonym seminarium w Missérété oraz generalnym sekretarzem frankofońskiego stowarzyszenia Konferencji Episkopatów. 3 grudnia 2009 został sekretarzem Papieskiej Rady ds. Kultury.

### Episkopat
10 września 2011 został podniesiony przez Benedykta XVI do godności biskupa tytularnego diecezji Zama Minor. Sakry biskupiej 8 października 2011 udzielił mu Sekretarz Stanu Tarcisio Bertone. 24 sierpnia 2017 przeszedł na emeryturę.